# Ipswich Town Football Club
O Ipswich Town Football Club é um clube de futebol inglês, da cidade de Ipswich. São popularmente conhecidos como Tractor Boys, por causa da história agrícola da cidade.
O Ipswich Town FC venceu o Campeonato Inglês na temporada 1961/62, uma FA Cup em 1978 e até mesmo uma Copa da Uefa em 1981, vencendo a equipe holandesa AZ Alkmaar.
O maior rival do Ipswich Town é o Norwich City.

## História
O clube foi fundado em 1878, mas não chegou a disputar campeonatos profissionais até 1936 e  foi eleito para participar do Campeonato de futebol em 1938. Eles jogam seus jogos em casa no Portman Road em Ipswich.
O Ipswich Town possui uma imensa e feroz rivalidade com o Norwich City, no chamado East Anglian derby, partida jogada 138 vezes desde 1902. 
O Ipswich ganhou o título do Campeonato Inglês de uma vez, em sua primeira temporada na primeira divisão, em 1961-62 e foi duas vezes vice-campeão, em 1980-81 e 1981-82. Eles ganharam a Copa da Inglaterra , em 1977-78 e a Taça UEFA em 1980-81. Eles competiram nas duas camadas superiores do futebol inglês ininterrupta desde 1957–58, atualmente a maior série entre clubes do campeonato depois do Coventry, foi rebaixado na temporada 2011-12. Eles têm competido em todas as três competições europeias e nunca perdeu em casa na competição europeia derrotando o Real Madrid, AC Milan, Internazionale, Lazio, Barcelona entre outros.
No dia 4 de maio de 2024, após vitória por 2 a 0 sobre o rebaixado Huddersfield Town na 46ª rodada da EFL Championship de 2023–24, o Ipswich Town conquistou o acesso a Premier League, quebrando sequência de 22 anos sem disputar a elite do futebol inglês, fato que gerou enorme comoção entre os torcedores e adeptos do clube.

## Jogadores Históricos
- Alan Brazil
- Terry Butcher

## Técnicos de Renome
- Alf Ramsey
- Bobby Robson
- Kieran McKenna

## Elenco
Última atualização: 4 de julho de 2025.

## Títulos
| CONTINENTAIS | CONTINENTAIS                   | CONTINENTAIS | CONTINENTAIS               |
|              | Competição                     | Títulos      | Temporadas                 |
| ------------ | ------------------------------ | ------------ | -------------------------- |
|              | Copa da UEFA                   | 1            | 1980-81                    |
| NACIONAIS    |                                |              |                            |
|              | Competição                     | Títulos      | Temporadas                 |
|              | Campeonato Inglês              | 1            | 1961-62                    |
|              | Copa da Inglaterra             | 1            | 1977-78                    |
|              | Campeonato Inglês - 2ª Divisão | 3            | 1960-61, 1967-68 e 1991-92 |
|              | Campeonato Inglês - 3ª Divisão | 2            | 1953-54 e 1956-57          |